# ميغ غالاغير
ميغ غالاغير (بالإنجليزية: Meg Gallagher)‏ هي ممثلة أمريكية، ولدت في 23 يناير 1950 في ماساتشوستس في الولايات المتحدة، وتوفيت في 27 مايو 2000 في سانتا مونيكا في الولايات المتحدة بسبب مرض الكبد.

## وصلات خارجية
- ميغ غالاغير على موقع IMDb (الإنجليزية)
- ميغ غالاغير على موقع ألو سيني (الفرنسية)
- ميغ غالاغير على موقع قاعدة بيانات الأفلام السويدية (السويدية)
- ميغ غالاغير على موقع كينوبويسك (الروسية)